# Johnson N. Camden
Johnson Newlon Camden (* 6. März 1828 im Collins Settlement, Lewis County, Virginia, heute Jacksonville; † 25. April 1908 in Baltimore, Maryland) war ein US-amerikanischer Politiker (Demokratische Partei), der den Bundesstaat West Virginia im US-Senat vertrat.
Johnson Camden kam im heutigen West Virginia als Sohn des Friedensrichters John Scrivener Camden und Nancy Newlon auf die Welt und ging in Sutton zur Schule. Dann wurde er Laufbursche für den Gerichtsschreiber von Sutton. 1846 trat er als Kadett in die US-Militärakademie in West Point ein, aber scheiterte am Mathematik-Unterricht und verließ die Anstalt. In der Folge studierte er Rechtswissenschaften, wurde in die Anwaltskammer aufgenommen und begann 1851 in Sutton zu praktizieren. Noch im selben Jahr wurde er zum Staatsanwalt des Braxton County ernannt. 1852 übernahm er dieses Amt im Nicholas County. Zu dieser Zeit war er auch als Unternehmer in der Petroleum-Branche und der Fertigungsindustrie tätig. Während der Depression von 1857 war er Landspekulant. 1858 heiratete er Anne Gaither Thompson.
1862 wurde er erster Präsident der First National Bank in Parkersburg.
Nach der Gründung des Staates West Virginia begann Camden sich in der Politik zu betätigen. 1868 kandidierte er als Demokrat bei der Gouverneurswahl, unterlag aber dem Republikaner William E. Stevenson. Vier Jahre später trat er erneut an und verlor gegen Amtsinhaber John J. Jacob. Schließlich wurde er 1880 in den US-Senat gewählt, dem er zunächst vom 4. März 1881 bis zum 3. März 1887 angehörte. Nachdem er für einige Zeit wieder als Anwalt in Parkersburg gearbeitet hatte, kehrte er am 25. Januar 1893 in den Kongress zurück, wo er die Nachfolge des verstorbenen Senators John E. Kenna antrat. Camden beendete dessen bis zum 3. März 1895 laufende Amtszeit und war dabei unter anderem Vorsitzender des Committee to Audit and Control the Contingent Expense sowie Mitglied des Eisenbahnausschusses.
Nach dem Ende seiner politischen Laufbahn ging Johnson Camden wieder seinen geschäftlichen Aktivitäten nach. Er starb 1908 in Baltimore und wurde in Parkersburg beigesetzt. Er war Sklavenhalter.
Sein Sohn Johnson wurde ebenfalls Politiker und vertrat Kentucky im US-Senat.